# Пекора, Фердинанд
Фердинанд Пекора (англ. Ferdinand Pecora; 6 января 1882, Никозия, Сицилия — 7 декабря 1971, Нью-Йорк) — американский юрист и государственный деятель, выпускник Нью-Йоркской юридической школы, судья Верховного суда штата Нью-Йорк — главного юрисконсульт при комитете Сената США по банковскому делу — активный участник расследования деятельности Уолл-стрит и биржевых практик; в июле 1934 года стал комиссаром недавно созданной Комиссии США по ценным бумагам и биржам (SEC).

## Биография
Родился на Сицилии. Отец Луис Пекора и мать Роза Мессина эмигрировали в США в 1886 году. Фердинанд вырос в Челсии на западе Манхэттена. После краткого обучения на епископа Пекора был вынужден покинуть школу подростком, когда его отец попал в аварию.
После работы в качестве клерка на законодательной фирме Уолл Стрит Пекора поступил в Нью-Йоркскую школу законодательства.

## Работы
- Wall Street Under Oath: The Story of Our Modern Money Changers (1939)